# Купавна (микрорайон)
Купа́вна — дачный посёлок, микрорайон городского округа Балашиха Московской области (в составе города Железнодорожный, до 2004 года в административном подчинении этого же города).
Микрорайон отдалён от центра города и располагается на юго-востоке городского округа Балашиха.

## История и административно-территориальная подчинённость
До 1940 года на территории, которую сейчас занимает микрорайон Купавна, постоянных жилых поселений не было, она была занята заболоченным лесным массивом с небольшим безымянным озерцом, торфоразработки проводились только в окрестностях озера Бисерово. В северной части проходили автомобильное шоссе и железная дорога Горьковского направления МЖД, с расположенной на ней железнодорожной станцией Купавна, основанной в 1898 году.
История возникновения населённого пункта Купавна тесно связана с реализацией Генерального плана реконструкции Москвы 1935 года. При выполнении принятой программы реконструктивных работ по г. Москве производились снос домов и переселение живущих в них.
Так в начале 1940-х годов из Москвы при сносе частного сектора на Фрунзенской набережной было переселено в Купавну около 300 семей. Переселение производилось в порядке, определённом постановлением ЦИК и СНК СССР от 21 июля 1936 года «О порядке выселения в городах Москве, Ленинграде и Киеве из жилых домов, предназначенных к сломке и к капитальной перестройке». Согласно этому постановлению, выселяемые обеспечивались денежным пособием в размере 2500 руб. и им во внеочередном порядке выделялись земельные участки для строительства домов облегчённого типа в пригороде в порядке индивидуального или кооперативного строительства, а также местными советами оказывалась необходимая помощь в деле покупки и доставки строительных материалов для этого строительства.
В честь родных мест переселенцы нарекли посёлок поначалу Московским, и лишь позже он стал называться одноимённым с расположенной рядом железнодорожной станцией Купавна. Посёлок располагался на территории Черновского сельсовета Реутовского района Московской области. С 19 мая 1941 года административный центр Реутовского района был перенесён в г. Балашиха, а сам район переименован в Балашихинский.
16 августа 1946 года населённый пункт Купавна был отнесён к категории дачных посёлков.
Купавинский поселковый совет создан в соответствии с Указом Президиума Верховного Совета РСФСР от 23 апреля 1947 года на правах сельского совета решением исполкома Балашихинского райсовета от 12 сентября 1947 года со штатом: председатель, секретарь и счетовод-делопроизводитель. Первым председателем поселкового совета была Обидная Дина Ильинична.
В 1951 году население посёлка значительно возросло за счёт переселенцев с Воробьёвых гор г. Москвы.
В соответствии с Указом Президиума ВС РСФСР от 18 августа 1960 года «О расширении городской черты, изменении административно-территориального деления города Москвы и передаче в административно-хозяйственное подчинение Московскому городскому Совету депутатов трудящихся территории лесопаркового защитного пояса» с 15 сентября 1960 года дачный посёлок Купавна вошёл в состав Щёлковского района Московской области.
В конце 1962 года дачный посёлок Купавна перешёл в состав Мытищинского укрупнённого сельского района, одного из 12 вновь созданных районов Московской области.
27 апреля 1963 года поселковый совет дачного посёлка Купавна был передан в административное подчинение Железнодорожному городскому совету.
В январе 1965 года при восстановлении обычных районов в Московской области был расформирован Мытищинский укрупнённый сельский район, а на его территории среди других образован Балашихинский район.
В 1990 году прошли первые выборы в поселковый совет на альтернативной основе. Председателем поссовета был избран Анатолий Галицкий.
В августе 1991 года в России было проведено разделение органов законодательной и исполнительной власти. В связи с этим исполнительный комитет Купавинского поселкового совета был преобразован в Администрацию пос. Купавна.
После октябрьских событий 1993 года в совет представителей были избраны 8 человек (в основном руководителей муниципальных учреждений).
В феврале 1996 года шесть депутатов делегировали свои права городской Думе города Железнодорожного. Но при этом продлили полномочия главы местной администрации, утвердили поселковый бюджет и распорядились объектами муниципальной собственности, сохранив Купавну как муниципальное образование и местное самоуправление в ней. Жители, привыкшие иметь собственных депутатов, с таким решением не согласились и выразили протест.
28 июля 2004 года дачный посёлок Купавна, административно подчинённый городу Железнодорожному, был объединён с ним в единое поселение — город Железнодорожный Московской области и получил статус микрорайона.
Постановление Губернатора Московской области об объединении дачного посёлка Купавна с городом Железнодорожным не всеми жителями посёлка было воспринято положительно. Так граждане Ш. и А. обратились в Московский областной суд с требованием признать недействующими постановления Губернатора Московской области «Об объединении дачного посёлка Купавна Московской области с городом Железнодорожным Московской области» от 28 июля 2004 года № 149-ПГ и Закона Московской области «О статусе и границе городского округа Железнодорожный» от 21 декабря 2004 года № 179/2004-ОЗ. Однако суд не нашёл оснований для удовлетворения заявлений Ш. и А. и в своём решении от 19 октября 2005 года оставил их без удовлетворения. Позднее гр. Шкутник Виктор Афанасьевич обратился с жалобой в Конституционный суд о нарушении его конституционных прав положениями пункта 2 статьи 6 и статьи 8 закона Московской области «Об административно-территориальном устройстве Московской области», однако Конституционный суд РФ определением от 15.05.2007 № 406-О—П отказал ему в принятии его жалобы к рассмотрению, поскольку разрешение поставленных в ней вопросов Конституционному Суду Российской Федерации неподведомственно.
Согласно Закону Московской области от 30 декабря 2014 года № 209/2014-ОЗ города областного подчинения Московской области Балашиха и Железнодорожный объединены в административно-территориальную единицу Московской области — город областного подчинения Московской области с сохранением наименования «Балаши́ха». Таким образом микрорайон Купавна стал составной частью города Балашихи. Преобразование городских округов Балашиха и Железнодорожный осуществилось по инициативе главы городского округа Балашиха Жиркова Е. И. и с согласия населения каждого из указанных муниципальных образований, выраженного решениями Советов депутатов этих городских округов.

## Жилой фонд
К 1946 году уже сформировался посёлок с территорией 164 га, его жилой фонд составлял 305 жилых домов, в том числе 14 двухэтажных, принадлежащих ведомственным организациям и 291 частного домовладения. Кроме того, в посёлке насчитывалось ещё 300 земельных участков, свободных от застройки. В посёлке была одна начальная школа на 400 учащихся, амбулатория, аптека, детский сад и ясли, клуб, баня, прачечная, магазин, нефтелавка, продовольственная палатка, на весь посёлок семь колодцев.
К началу 1952 года в посёлке Купавна проживало 6624 чел., на территории посёлка насчитывалось 920 участков и 702 дома.
В 1960-е годы на главной площади посёлка были построены промтоварный, продовольственный, хозяйственный, мебельный и книжный магазины.
К концу 1970-х годов посёлок Купавна превратился в крупный посёлок с населением около 4 тыс. человек, в котором было 1200 домовладений, около 95 % домовладений было газифицировано, имелась своя телефонная станция на 200 номеров, проложена водопроводная система, заасфальтировано около 5 км дорог. Работали 10 магазинов, амбулатория, школа на 600 мест, 2 детских сада, ясли на 240 детей, раздаточный пункт детского питания, почтовое отделение, сберкасса, филиал ателье, парикмахерская

## 667-й военный городок ВМФ

### Основание военного городка (1939—1940 гг.)
Западная часть микрорайона Купавна исторически относится к военному городку ВМФ, основанному в 1939 году.

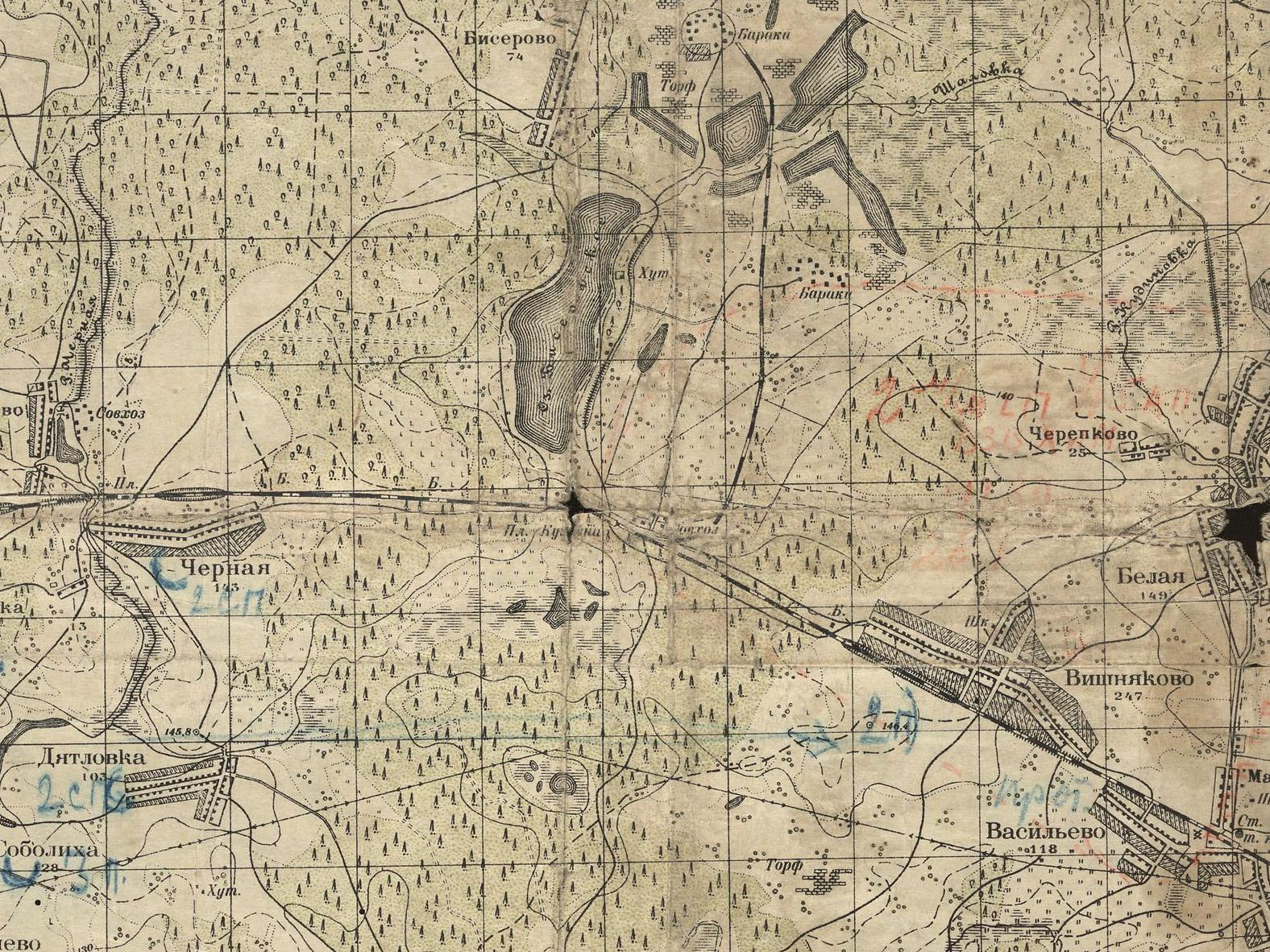
Окрестности Купавны на карте 1930-х годов

В связи с укрупнением ВМФ и повышением его роли в системе обороны страны в конце 1937 года был создан самостоятельный общесоюзный Наркомат ВМФ СССР, а в 1938 году в Москве открыт Главный морской штаб (ГМШ). Масштабные изменения в системе управления флотом и переезд штаба в Москву требовали строительства новой инфраструктуры и вспомогательных объектов. Так было начато строительство гарнизона ВМФ в восточном Подмосковье на неосвоенной территории вблизи платформы Купавна. Строительство осуществляла организация Военного Строительства № 111 СУ РК ВМФ при участии комсомольского актива, который разместили в пристанционных бараках станции Купавна. В 1939 году построены семь типовых двухэтажных блочных дома на 8 квартир каждый по улице Адмирала Макарова, получивших соответственно номера с 1-го по 7-й. Также в 1939 году были построены не менее шести двухквартирных одноэтажных «финских» дома и казармы для размещения военнослужащих. К настоящему времени «финские» домики сохранились на улицах Якорной и Морской.
Гарнизон получил название «Военный городок НКВ Морфлота» (впоследствии 667-й военный городок ВМФ или 13-й военный городок Министерства обороны) и административно относился к Реутовскому району Московской области. Также на карте 1941 года упоминается как посёлок Нар. Ком. Мор. Флота. Жилая часть гарнизона называлась ДОС-III (Дома Офицерского Состава-3).
Одними из первых обитателей гарнизона стала рота охраны Наркомата ВМФ из 28 человек, которая осенью 1939 года под командованием командира старшего лейтенанта Бактимира Каримовича Гарифова из палаточного городка в Москве переводится во вновь построенную казарму в Купавне. Объекты охраны находились в Москве, и караулам ездить ежедневно электропоездом было очень неудобно, но зато в Купавне была хорошая учебно-материальная база для занятий по боевой и политической подготовке, позволявшая роте быть образцовой частью Военно-Морского Флота, а личному составу показывать на проверках высокую боевую выучку.
Для нужд ГМШ директивой Народного комиссариата ВМФ № 265241 от 17 сентября 1940 года был создан Узел Связи (УС) НКВМФ. Первым начальником УС стал опытный организатор и офицер капитан 2 ранга-инженер Гумбург Александр Николаевич. УС НКВМФ включал в себя три группы: передающий радиоцентр «Москва» на базе радиоцентра Наркомата Связи «Октябрьский» в районе Ходынского поля, приёмный радиоцентр «Горки» на юге Московской области и передающий радиоцентр «Купавна» на территории одноимённого военного городка. Выбор места для ПРЦ «Купавна» был обусловлен удалённостью от источников индустриальных помех для повышения качества радиосигнала. Строительство всех трёх групп было начато в 1941 году незадолго до начала Великой Отечественной войны.

### Военный городок в годы Великой Отечественной войны (1941—1945 гг.)
УС НКВМФ был в экстренном порядке принят эксплуатацию 29 июня 1941 года в связи с началом Великой Отечественной войны. Передающий радиоцентр «Купавна» в составе одной из трёх групп УС НКВМФ практически с первых дней войны обеспечивает связью ГМШ с флотами и частями ВМФ. Фактически ПРЦ «Купавна» был наспех построен в июне 1941 года в чистом поле из подручных материалов, и его дальнейшее строительство параллельно с основной работой по обеспечению связью осуществлялось до середины 1942 года. Начальником ПРЦ «Купавна» назначают лейтенанта Среднякова Александра Васильевича, а старшим контроллером — воентехника 2 ранга лейтенанта Михайлова Глеба Алексеевича, призванных из запаса. Третьим младшим офицером 29 октября 1941 года был назначен техник-лейтенант Синогейкин Александр Романович. Синогейкин выполнял обязанности техника-радиста и по совместительству с 1943 года также являлся политруком РПЦ «Купавна».
Осенью 1941 года, когда враг находился на ближних подступах к Москве, сложилась катастрофическая обстановка. Большинство подразделений Наркомата ВМФ эвакуировалось из Москвы в Куйбышев и Ульяновск. Под угрозой захвата оказывается РЦ «Горки», находящийся на южном направлении. В октябре 1941 года РЦ «Горки» и частично ПРЦ «Москва» эвакуируют в Куйбышев, где развёртывают резервный узел связи, который так и проработал до конца войны. Однако, ПРЦ «Купавна» продолжает работать дальше.
Военнослужащие батальона охраны Наркомата ВМФ в конце октября 1941 переезжают из Купавны в Москву, где на базе батальона формируется 1-й Московский отдельный отряд моряков, участвовавший в параде 7 ноября 1941 года на Красной Площади и в декабрьских сражениях на подступах к Москве. Охрану ПРЦ «Купавна» перепоручают 199-му полку НКВД — 5 суточных постов. После декабрьских сражений в феврале 1942 года моряков отправляют в Новгородскую область для участия в Демянской наступательной операции.
На памятнике павшим воинам в сквере Купавны высечены фамилии двух морских пехотинцев из батальона охраны Наркомата ВМФ — старшего лейтенанта Реверы Петра Корнеевича и Героя СССР мичмана Васильева Сергея Николаевича.

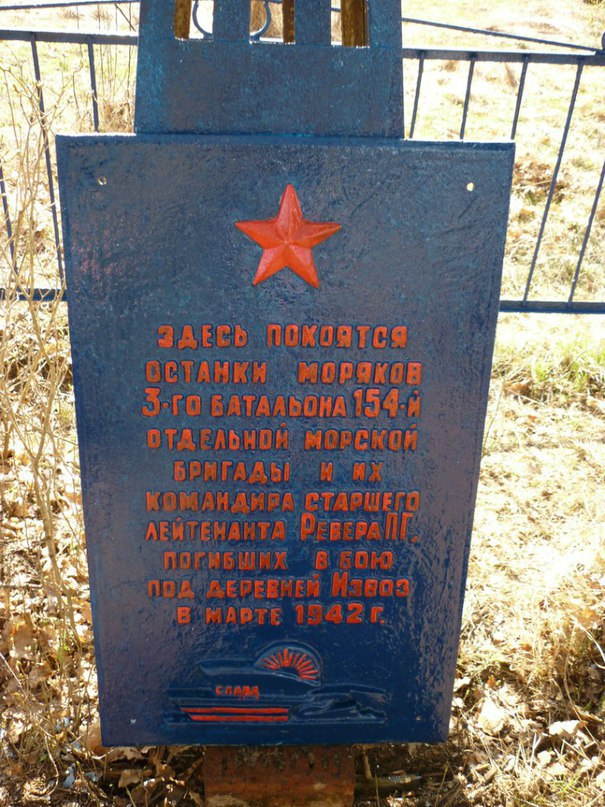
Памятник морякам 3 батальона 154-й Отдельной Морской Бригады в деревне Матасово (имеются неточности)

Под руководством офицеров Среднякова и Синогейкина радиоцентр работал до самого конца Великой Отечественной войны и победы над Японией.
Приказ Начальника Узла Связи НКВМФ № 39 от 22.02.1944: «…За умелое руководство работой Передающего радиоцентра „Купавна“ и за бесперебойное обеспечение связью объявляю благодарность Начальнику РПЦ Лейтенанту СРЕДНЯКОВУ А. В., Инженеру РПЦ Ст. Технику Лейтенанту СИНОГЕЙКИНУ А. В.»
Узел связи прошёл боевой путь, обеспечивая связью Главный морской штаб с флотами, флотилиями, отдельными военно-морскими бригадами и гарнизонами, а также кораблями и воинскими частями

### Послевоенный период (1946—1951 гг.)
В послевоенный период ПРЦ «Купавна» продолжил свою работу под руководством Среднякова. Большинство военнослужащих остались на сверхсрочную службу. Активно проводилась модернизация центров узла связи новейшими образцами техники. Так в 1949 году принят в эксплуатацию новый передающий радиоцентр узла связи ГМШ «Купавна». Антенное поле коротковолновой связи располагалось на месте гаражно-строительных кооперативов по ул. Адмирала Кузнецова. Антенны частично сохранялись вплоть до середины 1990-х годов, а затем были полностью демонтированы.
Моряки батальона охраны ГМШ прошли боевой путь и были преобразованы в 642-й отдельный батальон охраны Министерства Военно-Морского Флота, дислоцированный после войны в Химках.
Командование ВМФ приняло решение о закрытии и консервации радиоцентра в Купавне, и в 1954 году он прекратил работу.

### Период с 1952 по 1973 год

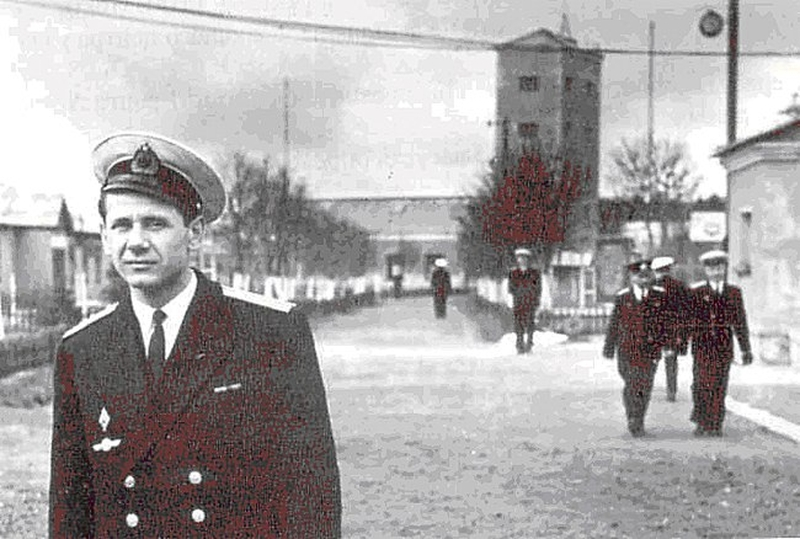
Купавна 1960 г, на заднем плане техническое здание приёмного центра и антенное поле

В начале 1950-х годов в ВМФ активно велось строительство новых современных объектов связи, поэтому узел связи «Купавна» постепенно утрачивает свою основную функцию. В это же время в СССР формируются службы радиотехнической разведки, в том числе спецслужба при Главном штабе ВМФ. В конце 1952 года была сформирована Лаборатория ОСНАЗ 2-го главного управления МГШ, костяк которой составили морские офицеры Ленинградского научно-исследовательского морского института связи и телемеханики (НИМИСТ). Лаборатория ОСНАЗ была дислоцирована в Купавне на территории уже существовавшего узла связи ВМФ. Лаборатория осуществляла специальный контроль и изучение радиосигналов, а впоследствии также участвовала в разработке аппаратуры радиоэлектронной разведки и радиоэлектронной борьбы для военных кораблей. Узел связи прекратил свою работу, а радиотехническая инфраструктура полностью перешла к Лаборатории ОСНАЗ.
В 1957 году в Купавне был дислоцирован 318-й Центральный морской разведывательный отряд. Командиром 318-го ЦМРО на тот момент был капитан 1 ранга Арутюнов Семён Арсентьевич, бывший командир Краснознамённого морского радиоотряда разведки Северного Флота, участник Великой Отечественной войны. В 1963 году 318-й ЦМРО был выделен в отдельную войсковую часть, и в сентябре 1963 года переведён из Купавны на новое место рядом с посёлком Ватутинки Московской области.
В конце 1950-х — начале 1960-х годов построены сначала две четырёхэтажные «хрущёвки» с номерами 1 и 2 по улице Морской, а затем третий дом — пятиэтажный, так же достраивают «пятиэтажку» по адресу ул. Адмирала Макарова 8. В то время существовал и считался основным прямой въезд в городок со стороны железнодорожного переезда.

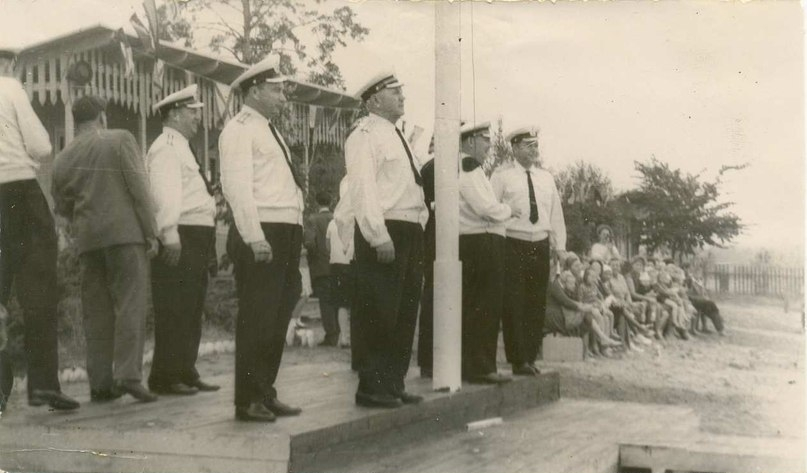
Открытие ВСБ на озере Бисерово (Купавна, лето 1967)

В 1967 году состоялось открытие Водно-спортивной базы ВМФ (ВСБ ВМФ) на восточном берегу озера Бисерова. Изначально на этом месте проходили занятия по физподготовке личного состава частей, матросы в тёплое время года постоянно практиковались в заплывах. После открытия базы были построены сараи для хранения шлюпок и инвентаря, к обязательной программе подготовки матросов добавилась истинно морская дисциплина — хождение на шлюпках. ВСБ стала местом централизованного празднования Дня Флота.
К 1969 году на месте деревянного барака была построена жилая «хрущёвка» в пять этажей по адресу ул. Нахимова, д. 2. Это была последняя из построенных «хрущёвок». Далее в городке уже строились только кирпичные девятиэтажные здания по новым для того времени проектам.

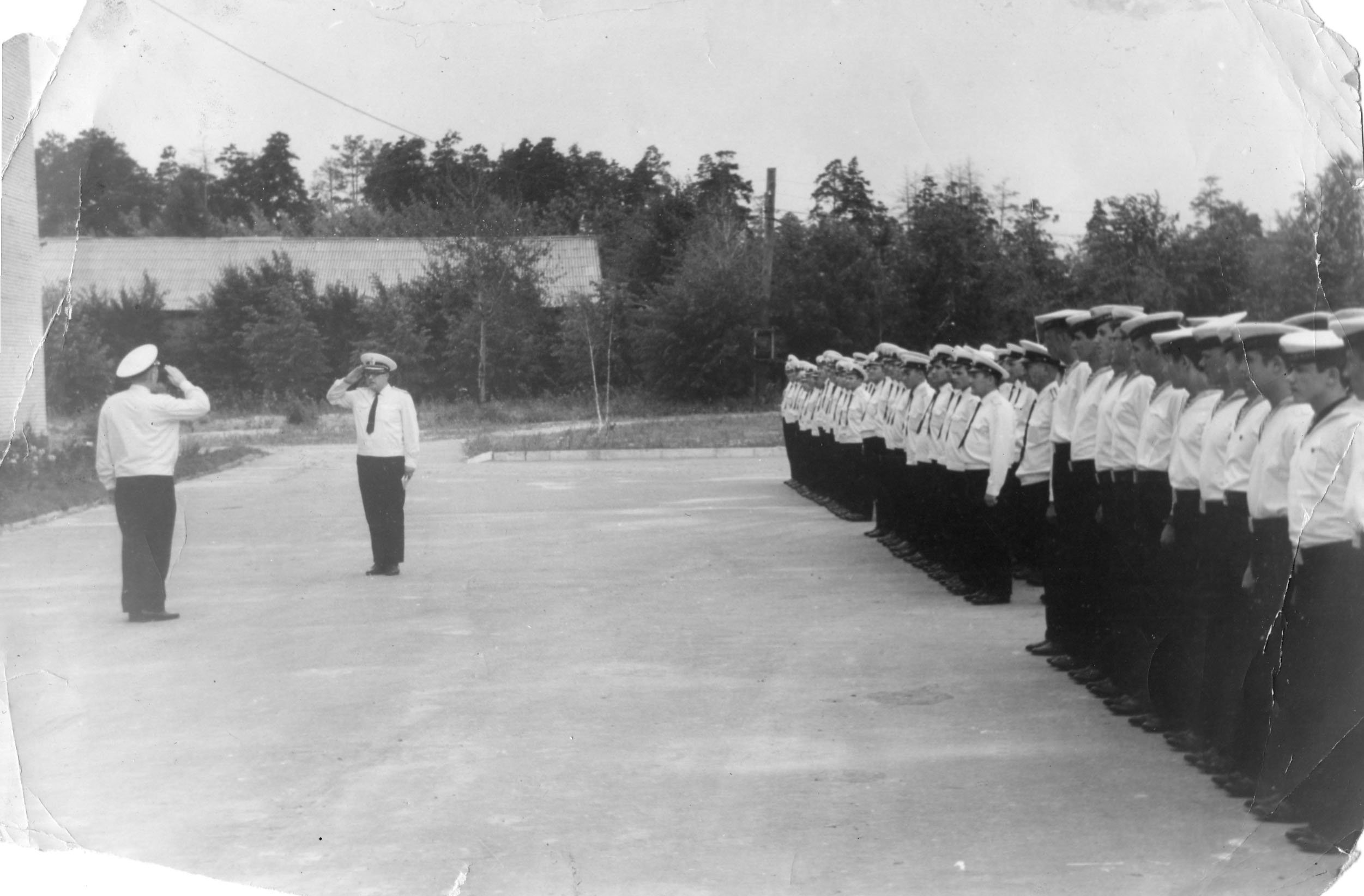
Празднование Дня ВМФ в Купавне (1973—1974 гг.)

### Период с 1973 по 1991 год
В середине 1970-х годов начинается новый этап в развитии военного городка. Командование ВМФ поставило перед собой задачу создания научного центра на базе воинских частей Купавны. В 1973 году был построен новый современный трёхэтажный корпус для Лаборатории ОСНАЗ.
В 1974 году началось масштабное строительство 32 Центрального военно-морского клинического госпиталя (32 ЦВМКГ) при участии войсковой части 54201 ГлавСпецСтроя (УНР-607) и военно-строительного отряда войсковой части 01487, временно дислоцированного в Купавне.
В 1976 году создан 239-й Научно-исследовательский центр ВМФ с местом дислокации в Купавне, командиром назначен капитан 1 ранга Васильев Е. М. В 1982 году для центра построено новое здание с двухэтажной пристройкой для габаритного ЭВМ.
Воинский гарнизон, как соединение нескольких воинских частей и военный городок с жилой частью начал функционировать с 1981 года. Территория гарнизона по периметру была обнесена бетонным забором, свободный доступ на неё был ограничен и осуществлялся только по пропускам через контрольно-пропускные пункты. Главной частью в гарнизоне стала войсковая часть 56020, командир этой части автоматически получал полномочия начальника всего гарнизона. На территории гарнизона также разместился 2-й автомобильный парк автобазы ВМФ № 3120 (войсковая часть 40080), занимавшийся обслуживанием гарнизона и частично центрального аппарата ВМФ в Москве. Гарнизон имел собственную пожарную станцию — 15-ю Военную команду противопожарной защиты и спасательных работ ВМФ (ВК ППЗиСР ВМФ), укомплектованную двумя пожарными автомобилями. Жилищно-коммунальным обслуживанием гарнизона занимался 326-й отдел морской инженерной службы (ОМИС). В гарнизоне была своя комендатура, на территории гарнизона действовал вооружённый патруль. Любопытно, что эпизодически гарнизонный патруль осуществлял проверку военнослужащих в следующих через станцию Купавна электропоездах.

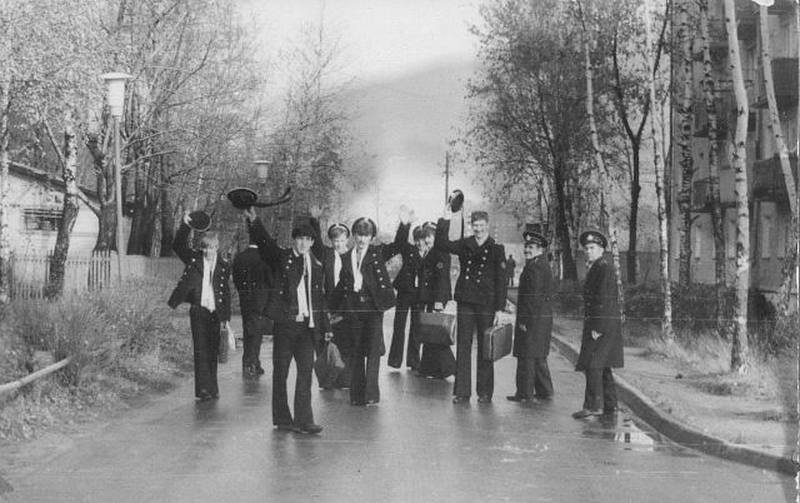
Моряки возле д.8 по ул. Адм. Макарова (Купавна, 1980-е)

В 1988 году командованием гарнизона было решено из приобретённых конструкций ангара хозяйственным способом построить рядом со зданием военторга культурно-досуговый центр со зрительным залом на 350 мест, спортивным залом, библиотекой и комнатами для занятий в кружках и секциях. Вскоре на строительстве культурного центра появилось множество трудностей, в том числе финансового характера. Это вначале привело к временной приостановке строительства, а позже оно было и вовсе заброшено.

### Период после распада СССР

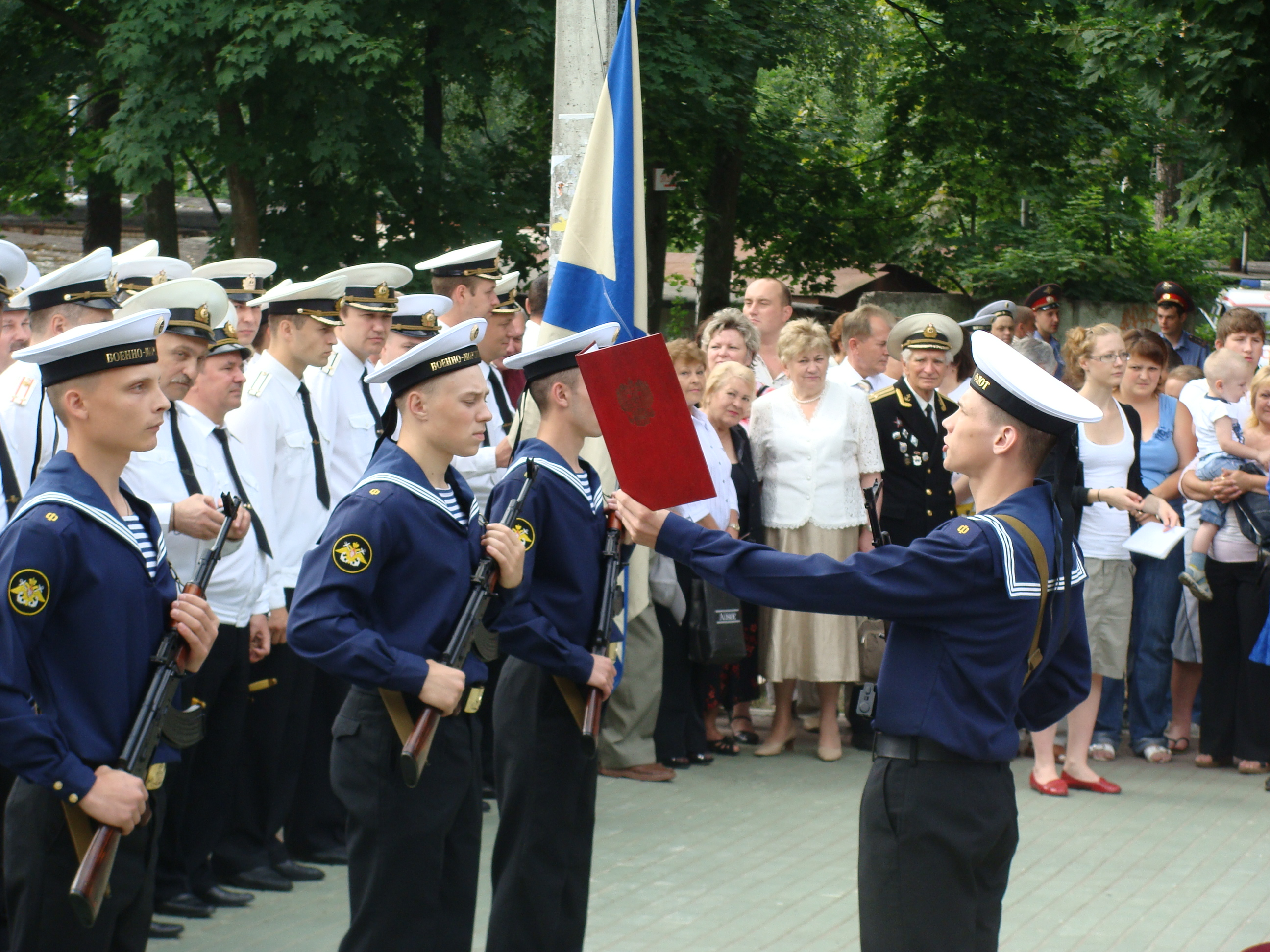
Принятие присяги в Сквере Славы Русского Флота на День ВМФ (2009 г.)

После распада СССР с середины 1990-х годов войсковые части гарнизона начали подвергаться реструктуризации и сокращениям. Многие части гарнизона были передислоцированы на новые места, расформированы или переподчинены другим военным ведомствам.
В 2000 году объекты жилищно-коммунальной и социальной сферы военного городка — жилые дома, котельная, водозаборное устройство, детский сад — были переданы Министерством обороны в ведение муниципалитета гор. Железнодорожного, за исключением земли, находящейся под ними, что до сих пор не позволяет администрации городского округа в полной мере решать коммунальные и социальные проблемы Купавны. На жилую часть военного гарнизона был открыт свободный доступ, кроме технических территорий воинских частей. После отмены пропускного режима в помещении контрольно-пропускного пункта были размещёны мировые судьи и территориальный опорный пункт милиции.

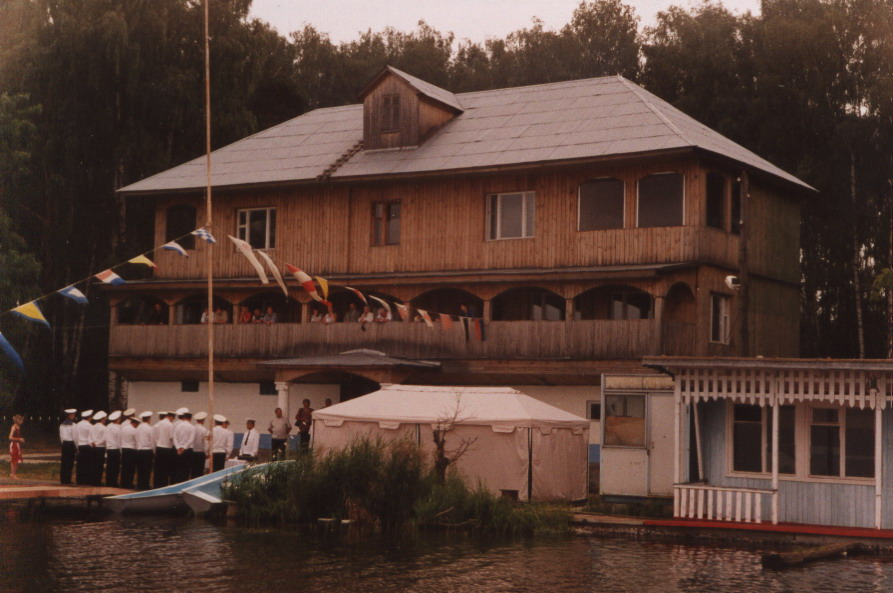
Празднование Дня Флота на ВСБ, 2005 г

В середине 2000-х годов с постановкой гарнизона на баланс города Железнодорожного 15 ВК ППЗиСР ВМФ передана в подчинение МЧС и преобразована в гражданскую пожарную часть № 337. В конце 2000-х годов поликлиника № 152 и 32 ЦВМКГ также были реорганизованы и выведены из подчинения ВМФ. По данным открытых источников на 2008 год в Купавне действующими оставались войсковые части 56020, 22932 и 40080. Однако в связи с реформами Министерства обороны части были вскоре реорганизованы.
Последняя часть ВМФ была расформирована в 2012 году в связи с переездом Главного Штаба ВМФ в Санкт-Петербург, в результате чего в Купавне больше не осталось войсковых частей или объектов, входящих в структуру ВМФ.

## Здравоохрание

### Поликлиника № 5 МБУ «ЦГБ»
Амбулатория в Купавне появилась после войны в 1947 году. Первый главный врач амбулатории Николай Алексеевич Ван Хан Ли — хирург, бывший военный врач, и его жена Ирина Яковлевна Трацун, фельдшер, вели приём больных в том же доме, где они жили (в Клубном переулке). Нынешнее здание на ул. Лермонтова, д. 30 было построено в 1950-х годах. В 1995 году после пожара амбулатория была отремонтирована. В 2005 году в штате амбулатории работало 12 человек, в том числе пять врачей: главврач, терапевт, стоматолог, два педиатра и медсёстры. 14 мая 2001 года прошло торжественное открытие детского отделения амбулатории на ул. Макарова, д. 1. Однако детское отделение так и не заработало, здание простояло закрытым с оборудованием более двух лет. В сентябре 2004 года в военном городке повторно был открыт филиал Купавинской амбулатории, где начали вести приём два педиатра — у каждого на участке по 800 детей.

### Филиал № 3 Главного клинического госпиталя имени академика Н. Н. Бурденко Минобороны РФ

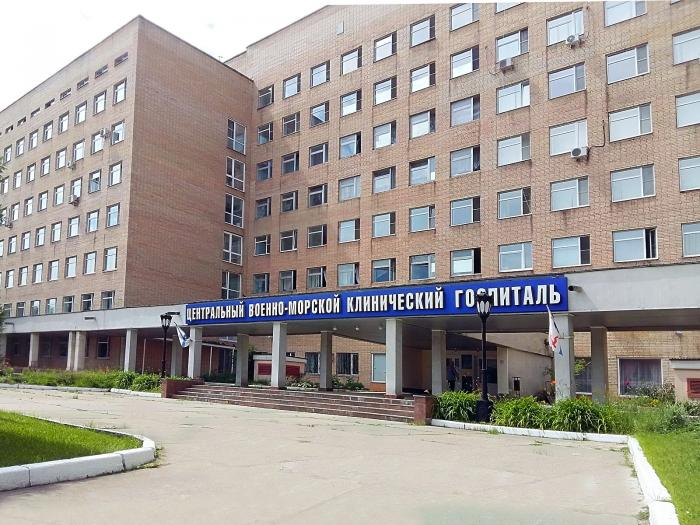
32 ЦВМКГ ВМФ

В Купавне работает филиал № 3 Главного клинического госпиталя имени академика Н. Н. Бурденко (ул. Адмирала Горшкова, д. 4), прежнее наименование — 32 Центральный военно-морской клинический госпиталь. Строительство 32 Центрального военно-морского госпиталя началось в 1974 году по инициативе и под руководством Главнокомандующего Военно-Морским Флотом Адмирала Флота Советского Союза С. Г. Горшкова. 15 июня 1983 года его строительство завершилось и были введены с строй основные лечебно-диагностические отделения. Госпиталь был рассчитан на 550 коек и состоял из 32 лечебно-диагностических отделений. Первым начальником госпиталя был полковник медицинской службы Ф. И. Романовский.

### Поликлиника № 5 филиала № 3 ГКВГ им. Н. Н. Бурденко Минобороны РФ

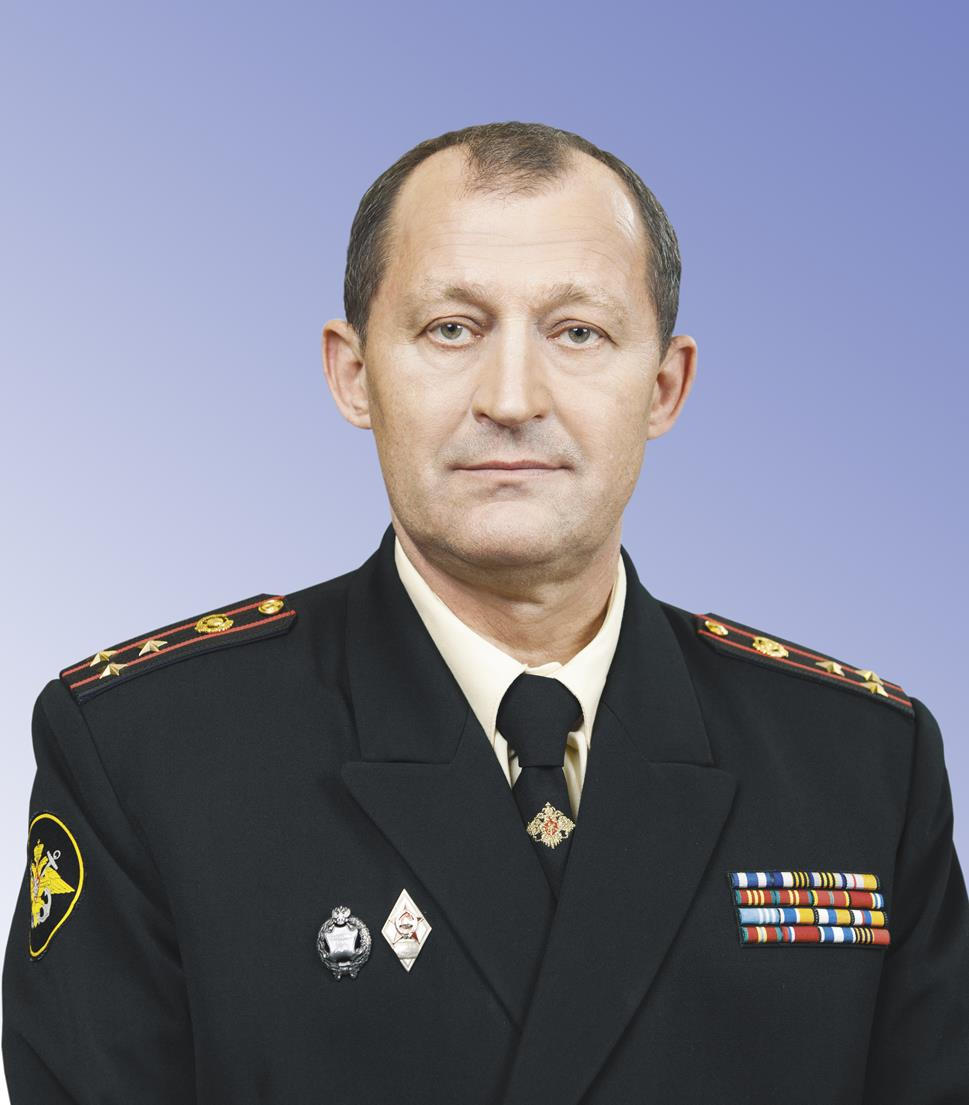
Мельник Юрий Андреевич

Первый медицинский пункт в военном городке был открыт в 1945 году при участии 39-й Центральной поликлиники ВМФ. С развитием гарнизона появилась необходимость в более качественном медицинском обслуживании. В 1993 году открылась 152 Поликлиника ВМФ, первоначально располагавшаяся по адресу ул. Адмирала Макарова д. 1. Поликлиника долгое время действовала на базе 32-го Центрального военно-морского клинического госпиталя. В 2004 году руководству поликлиники удалось получить разрешение на работу в системе обязательного медицинского страхования, что позволило осуществлять приём гражданского населения. Поликлиника переехала в более просторное здание бывшей комендатуры по адресу ул. Адмирала Горшкова д. 1.
С 1 декабря 2009 года, в связи с реорганизацией в Минобороны РФ гарнизонная поликлиника ВМФ прекратила своё существование. Приём гражданского населения был временно приостановлен. В середине 2010 года поликлиника была преобразована в поликлинику № 5 филиала № 3 ГКВГ им. Н. Н. Бурденко Минобороны РФ. В сентябре 2010 года поликлиника получила новую лицензию и возобновила приём гражданского населения. К поликлинике прикреплено более 19 тысяч военнослужащих и членов их семей из воинских частей, расположенных в восточном направлении Московской области вплоть до Владимира. Кроме того, в поликлинике медицинскую помощь получают 3,5 тысячи гражданского населения микрорайона Купавна.

### Санаторий-профилакторий «Купавна»
Санаторий-профилакторий «Купавна» (Филиал ОАО «Военно-промышленная корпорация „Научно-производственное объединение машиностроения“») расположен по ул Проектная, д. 11. Строительство санатория-профилактория, предназначенного для отдыха сотрудников закрытого оборонного предприятия было начато в 1975 году, а первых отдыхающих он принял в 1977 году.

### НОУ «Российская школа подготовки собак-проводников ВОС»
1960 году постановлением Совета Министров РСФСР была создана Республиканская школа восстановления трудоспособности слепых и подготовки собак-проводников ВОС. За 50 лет своего существования Школа подготовила для слепых более 4 тысяч собак-проводников. До сих пор Школа в Купавне остаётся единственной в России. 30 июля 2010 года Школа была переименована в Российскую школу подготовки собак-проводников ВОС.

## Образование

### МБОУ гимназия № 9 имени С. Г. Горшкова
В 1940 году на территории ДОС-3 в деревянном бараке была открыта начальная школа с четырьмя классами, в которых обучалось 74 человека. Первым директором стала Субботина Е. Ф.В послевоенные годы число учеников значительно увеличилось и в 1945 году школа стала семилеткой. В 1957 году было построено трёхэтажное кирпичное здание школы (ул. Победы, д. 2а). В нём размещались 12 классных комнат, кабинеты, библиотека, мастерские для уроков труда, пионерская комната, буфет. В 1958 году произведён набор учащихся в девятые и десятые классы. С годами жителей в посёлке становилось больше поэтому в начале 1990-х годов встал вопрос о строительстве нового современного здания школы.
В 1994 году командованием ВМФ совместно с администрацией г. Железнодорожного начато строительство школы на 1200 ученических мест. На её строительство было затрачено 12,5 миллионов рублей. 1 сентября 1995 года учебные занятия начались в новом здании школы (ул. Озёрная, 10). На открытии школы губернатор Московской области Тяжлов А. С. из областного бюджета подарил детям 150 миллионов рублей для организации школьного оркестра.
В 1999 году школа получила статус гимназии и ей присвоено имя дважды Героя Советского Союза адмирала флота Горшкова С. Г.

### МБДОУ детский сад № 5 «Кораблик»
В 1940 году при участии Центральной Поликлиники № 39 НКВМФ в Купавне был открыт летний пионерский лагерь для детей военнослужащих.

## Культура и спорт

### Дом культуры и библиотека

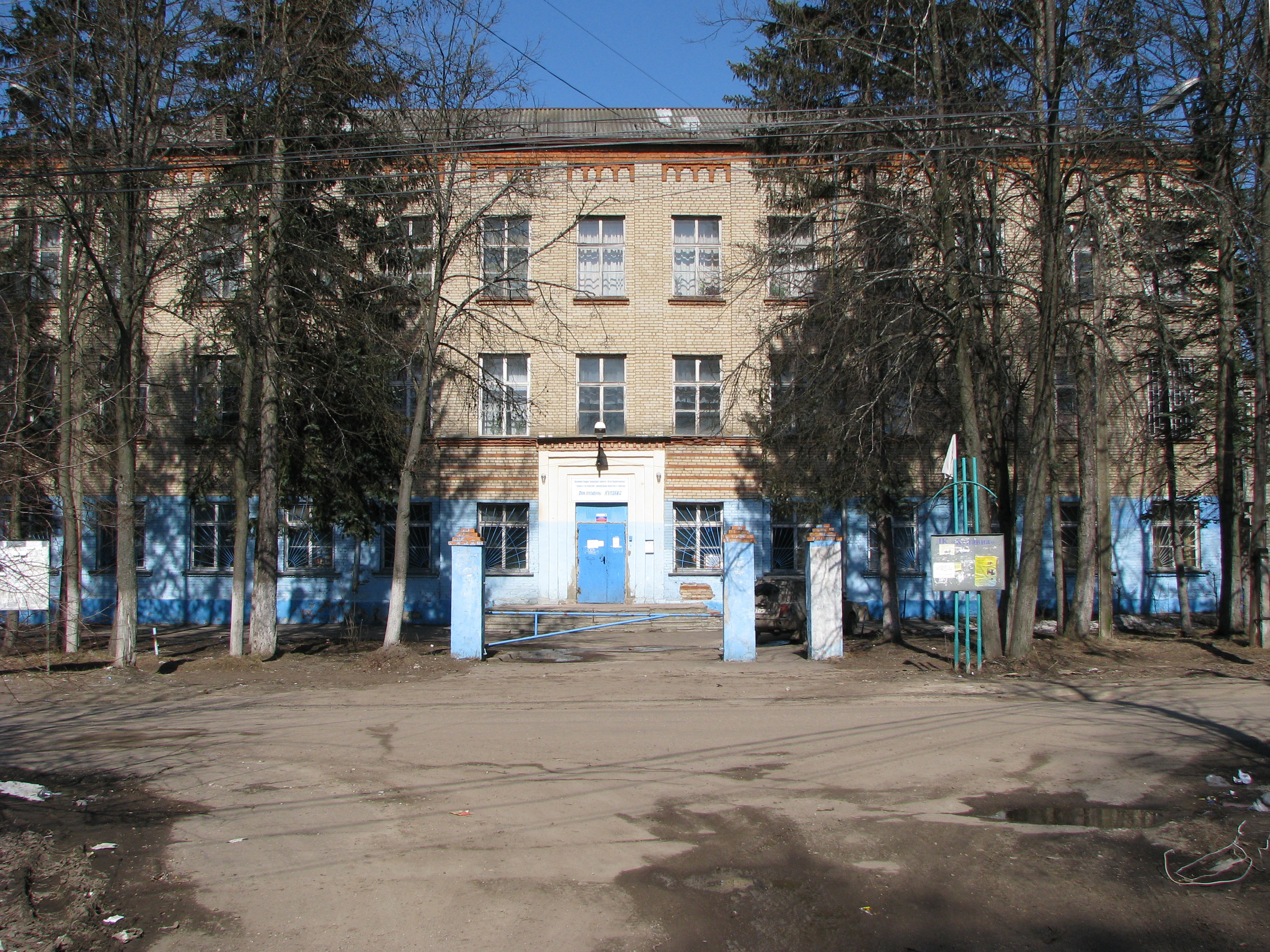
Дом культуры «Купавна»

Дом культуры «Купавна» — одно из старейших учреждений культуры г. Железнодорожного. Его история
начинается с 1951 года. В этом году состоялось открытие поселкового клуба и библиотеки. Размещались они на одноимённой улице — Клубной — в добротном деревянном доме, не сохранившимся до настоящего времени, на месте частного домовладения № 15. Это был настоящий очаг культуры посёлка Купавна. Здесь проходили все поселковые праздники и мероприятия, сессии поселкового совета, демонстрировались кинофильмы, работали кружки по интересам, развивалась художественная самодеятельность. Длительное время директором клуба была Левина Татьяна Дмитриевна, а первой заведующей библиотекой — Кудрявцева Вера Васильевна.

В 1970-х годах клуб повысил свой статус, стал Домом культуры и работал до середины 1990-х годов. В 1995 году согласно с решением горисполкома в распоряжение Дома культуры было передано дополнительное здание старой Купавинской школы (ул. Победы, д. 2а).

## Торговые предприятия
- Торговый комплекс «Адмирал» («Дикси», Магнит-косметик, «Fix Price»)
- Торговый центр «Парус»
- Магазин торговой сети «Магнит»
- Магазин торговой сети «Дикси»
- Магазин торговой сети «Чижик»
- Магазин торговой сети «МСПК Пятёрочка»
- Продовольственный рынок (ООО «Интро-люкс»)
- Продовольственный магазин «Зелёный огонёк» (ООО ПТП «Ветеран-Союз»)
- Торговый центр «Да»
- Торговый центр «Адмирал» ул. Вокзальная (кафе «Носорог», магазин хоз.товаров, ресторан)
- Торговый центр «Купавинский»

## Энерго-, водо-, газо- и теплоснабжение
В начальный период развития посёлка водоснабжение населения осуществлялось через колодцы. За счёт бюджета поселкового совета заключались трудовые соглашения со специалистами на устройство и эксплуатацию колодцев (проведение ежегодных профилактических чисток). В 1960 году был проведён водопровод и на перекрёстках улиц появились водоразборные колонки.
В 1954 году закончилась электрификация посёлка.
В 1971 году посёлок Купавна был газифицирован одним из первых в Московской области.
Мониторинг энерго- и теплоснабжения

## Связь
В Купавне функционирует почтовое отделение (инд. 143920, ул. Парковая, д. 15/17)
В 1972 году в домах купавинцев появились телефоны с московскими номерами. Жителям микрорайона услуги телефонной связи предоставляют АТС-527, ООО «Смайл» и другие операторы связи.
Доступ в Интернет по кабельным сетям предоставляют ООО «Нет Бай Нет», «Домолинк UNО», «Смайл», ООО «Электрон-Телеком».
Микрорайон находится в зоне покрытия основных сетей мобильной связи (МТС, Билайн, Мегафон, Теле2, Скайлинк).

## Транспортная инфраструктура
- С Курского вокзала на электричке Горьковского направления до станции «Купавна» (время в пути 44 мин.со всеми остановками);
- От станции метро «Новогиреево», маршрутное такси № 387, 487 до станции «Купавна»
- От автостанции «Железнодорожная» до остановки микрорайон Купавна маршрутным такси № 40к (18 мин.) с 7.00 до 21.00 раз в 10-20 минут, рейсовым автобусом № 56 (20 мин.) — согласно расписанию движения с 6.45 до 18.40;
- На территории микрорайона функционируют гаражные кооперативы: ГСК «Ваенга», ГСК «РИФиК», ГСК-12 «Гюйс», ГСК-33 «Корвет-А», ГСК «Якорь», ГСК «Маяк», ГСК «Белка-97», ГСК «Нептун»
- Основной автотрассой Купавны является Носовихинское шоссе .

## Улично-дорожная сеть
На территории микрорайона Купавна расположены 49 улиц (обновления на 1 февраля 2013 года):

| - 40 лет Октября (улица) - Адмирала Горшкова (улица) - Адмирала Кузнецова (улица) - Адмирала Макарова (улица) - Адмирала Нахимова (улица) - Амбулаторная (улица) - Вокзальная (улица) - Гоголя (улица) - Госпитальный (переулок) - Горького (улица) - Депутатская (улица) - Дружбы (улица) - Железнодорожная (улица) - Звёздная (улица) - Клубная (улица) - Клубный (переулок) - Крылова (улица) | - Лермонтова (улица) - Лесная (улица) - Летняя (улица) - Линейная (улица) - Ломоносова (улица) - Льва Толстого (улица) - Морская (улица) - Озёрная (улица) - Озеро (улица) - Оранжерейная (улица) - Оранжерейная Малая (улица) - Ореховая (улица) - Парковая (улица) - Победы (улица) - Полевая (улица) - Поселковая (улица) - Проектная (улица) | - Радио (улица) - Рябиновая (улица) - Садовая (улица) - Спортивная (улица) - Суворова (улица) - Тенистая (улица) - Тихая (улица) - Тургенева (улица) - Тургеневский (тупик) - Флотская 1-я (улица) - Флотская 2-я (улица) - Цветочная (улица) - Школьный (проезд) - Шоссейная (улица) - Якорная (улица) |

В 2004 году в связи с проведением объединения и в целях исключения двойных названий улиц в городском округе Железнодорожный постановлением Главы города и решением Совета депутатов были переименованы следующие улицы в микрорайоне Купавна:
| Старое название     | Новое название    |
| ------------------- | ----------------- |
| Улица Калинина      | Улица Тенистая    |
| Улица Комсомольская | Улица Цветочная   |
| Улица Ленина        | Улица Дружбы      |
| Улица Луговая       | Улица Рябиновая   |
| Улица Некрасова     | Улица Ореховая    |
| Улица Октябрьская   | Улица Летняя      |
| Улица Пионерская    | Улица Тихая       |
| Улица Рабочая       | Улица Депутатская |
| Улица Сосновая      | Улица Якорная     |
| Улица Центральная   | Улица Звёздная    |
| Улица Чехова        | Улица Победы      |
| Улица Школьная      | Улица Спортивная  |

Новой улице, сложившейся между 32 ЦВМКГ и «военным городком», присвоено наименование «переулок Госпитальный».
Постановлением Губернатора Московской области от 1 июня 2000 года № 218-ПГ новая улица в мкр. Купавна была названа именем Адмирала Горшкова. Администрации района было рекомендовано установить памятную доску на одном из зданий.

## Достопримечательности
- 9 мая 1989 года открыт памятник погибшим воинам в Великой Отечественной войне (автор — скульптор Святослав Фёдорович Захлебин). На памятнике размещены имена 44 погибших жителей пос. Купавна[32].
- 31 июля 2005 года по ул. Макарова открыт сквер «Слава Российскому Флоту» и памятник «Якорь». 5-тонный корабельный якорь был доставлен сюда из Новороссийска[33][34].
- 27 июля 2014 года в день Военно-Морского Флота России в сквере «Славы Российскому Флоту» был открыт установленный поклонный Крест морякам великой России, чин освящения которого после торжественного богослужения в храме св. праведного воина Феодора (Ушакова) и крёстного хода совершил епископ Балашихинский Николай, викарий Московской епархии.

## Известные люди
- Архипов Василий Александрович (30.1926-19.08.1998) — вице-адмирал Военно-морского флота СССР (1981). Участник Карибского кризиса 1962 года, «человек, который спас мир»
- Васильев Сергей Николаевич (1909 — 23.02.1942) — Герой Советского Союза (посмертно), мичман, секретарь партийного бюро 1-го батальона 154-й бригады морской пехоты, до войны проживал и служил в военном городке Купавна (Батальон охраны Наркомата ВМФ), его имя высечено на Памятнике ВОВ в купавенском сквере.
- Ревера Пётр Корнеевич (1913 — 26.02.1942) — ст. лейтенант, командир 3 батальона 154-й бригады морской пехоты, до войны проживал и служил в военном городке Купавна (Батальон охраны Наркомата ВМФ), его имя высечено на Памятнике ВОВ в купавенском сквере.
- Флёров Николай Григорьевич (06.05.1913—1999) — поэт, бывший моряк Северного Флота
- Черепень Егор Андреевич (15.01.1916—2012) — писатель, ветеран Великой Отечественной войны и ВМФ, полковник в отставке
- Штильмарк Роберт Александрович (03.04.1909-30.09.1985) — писатель, автор романа «Наследник из Калькутты», ветеран Великой Отечественной войны, участник обороны Ленинграда, майор в отставке.

## Религиозные организации
Храмы Московского Патриархата
- Храм святого праведного воина Феодора Ушакова в Купавне (ул. Адмирала Кузнецова, д.8, стр.1), заложен 30 июля 2006 года. Строительство храма началось в апреле 2012 года (по проекту архитектурной мастерской «Стройград», архитекторы Е. В. Разумкова, Н. Г. Благовидова). В архитектурном отношении это двусветный одноглавый кирпичный храм в стиле псковско-новгородского зодчества с полукруглой апсидой и небольшой звонницей над притвором. С марта 2012 года в построенном временном храме (доме причта) проводятся регулярные богослужения. Настоятель храма — священник Владимир Кутьенков.
- Храм-часовня апостола и евангелиста Луки при Военно-морском госпитале в микрорайоне Купавна (ул. Адмирала Горшкова, 6). Храм освящён 14 октября 2000 года, приписан к основному храму святого праведного воина Феодора Ушакова.

## Фотогалерея

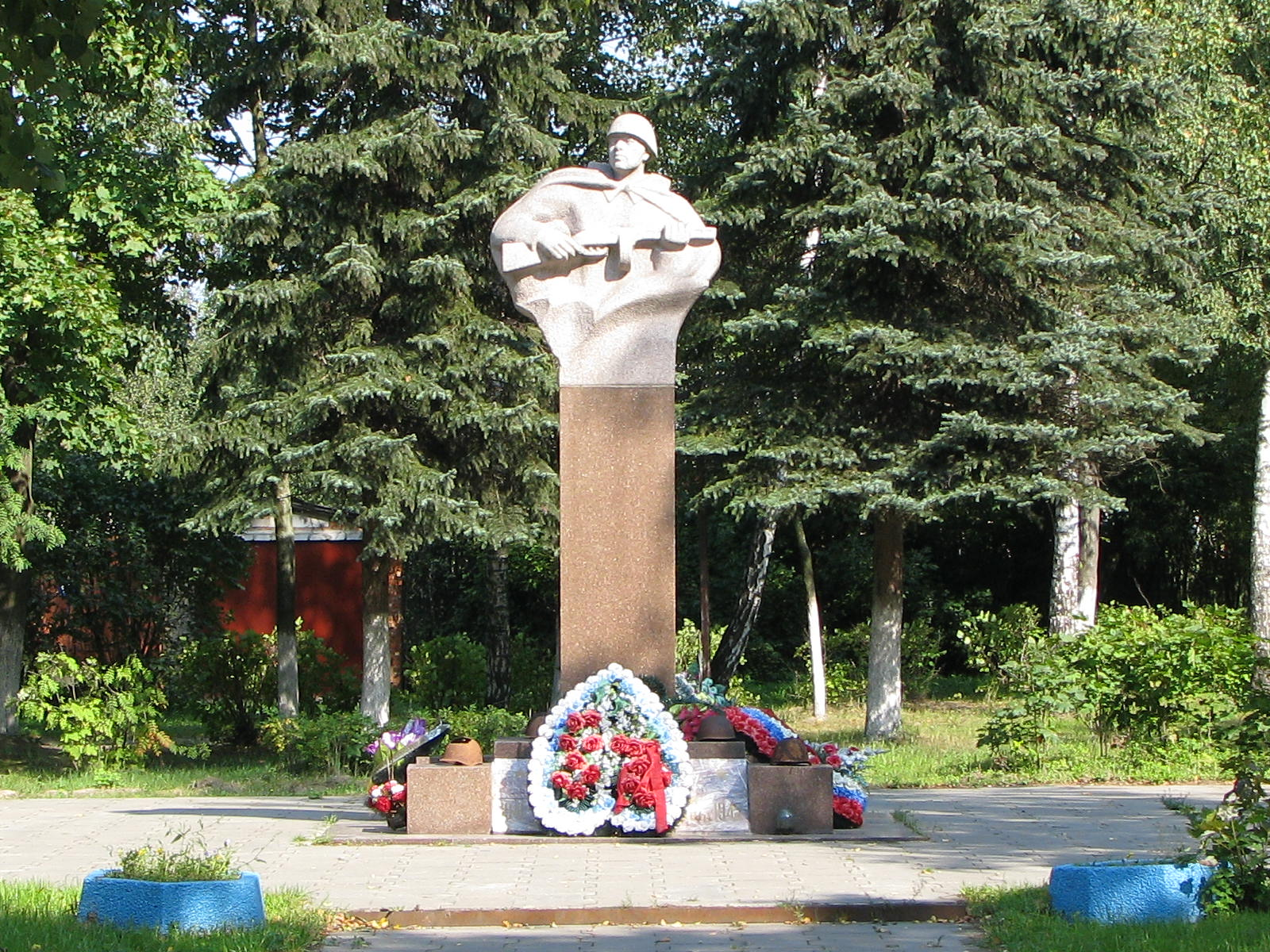
Памятник погибшим воинам в Великой Отечественной войне
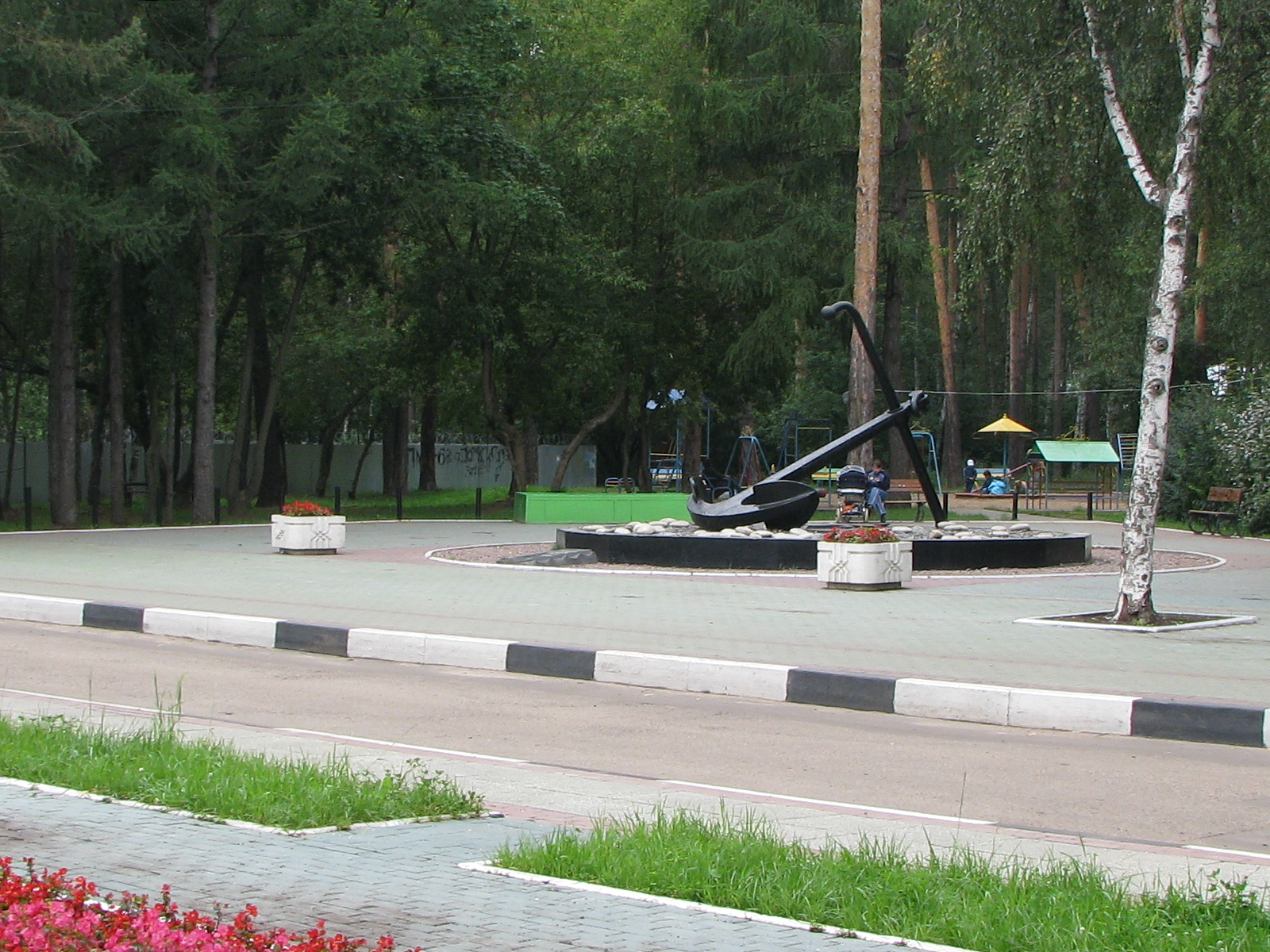
Памятник «Якорь» в сквере «Славы Российскому Флоту»
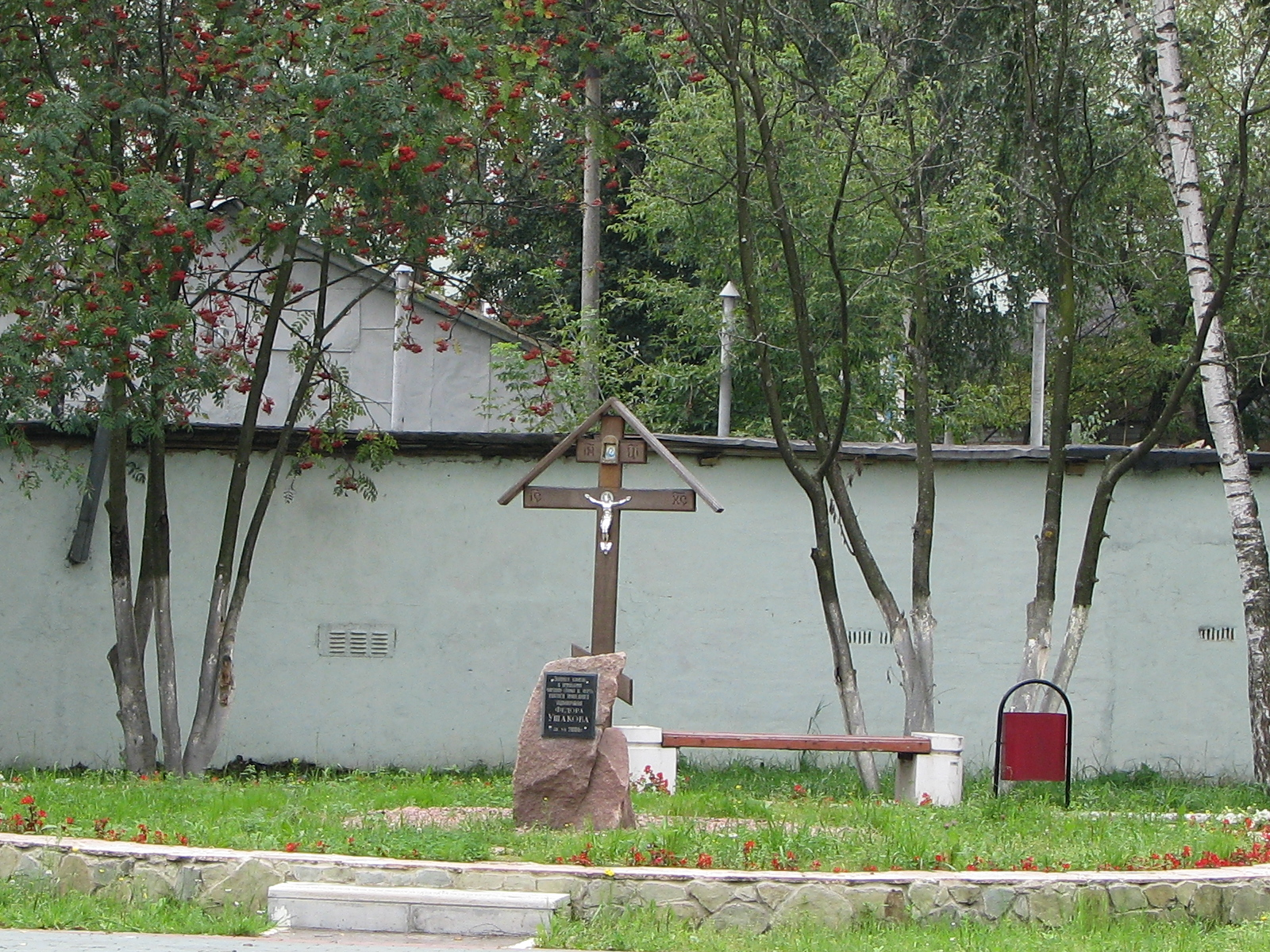
Закладной камень на строительство храма св. воина Феодора Ушакова в сквере «Славы Российскому Флоту»
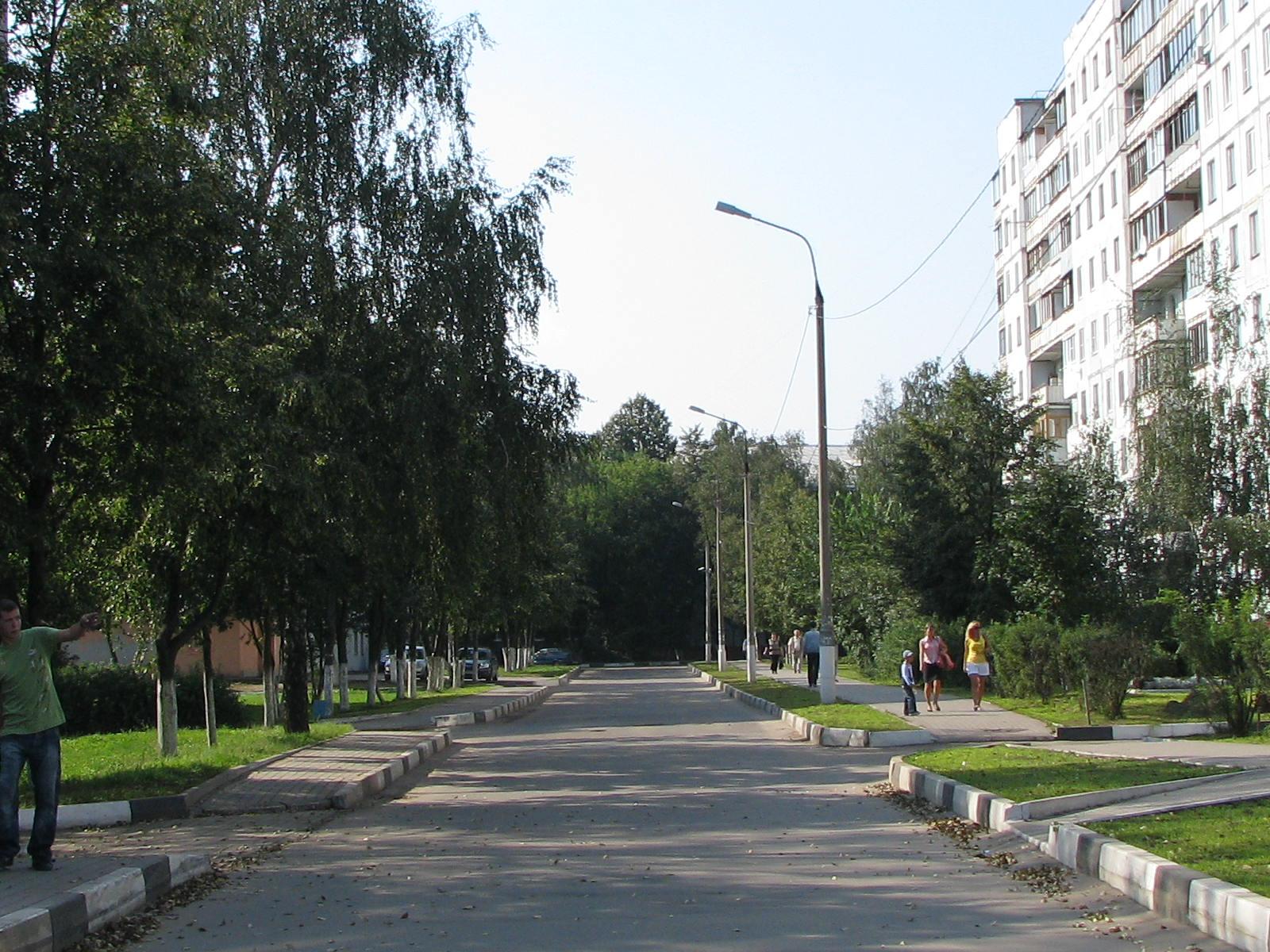
Ул. Адмирала Нахимова
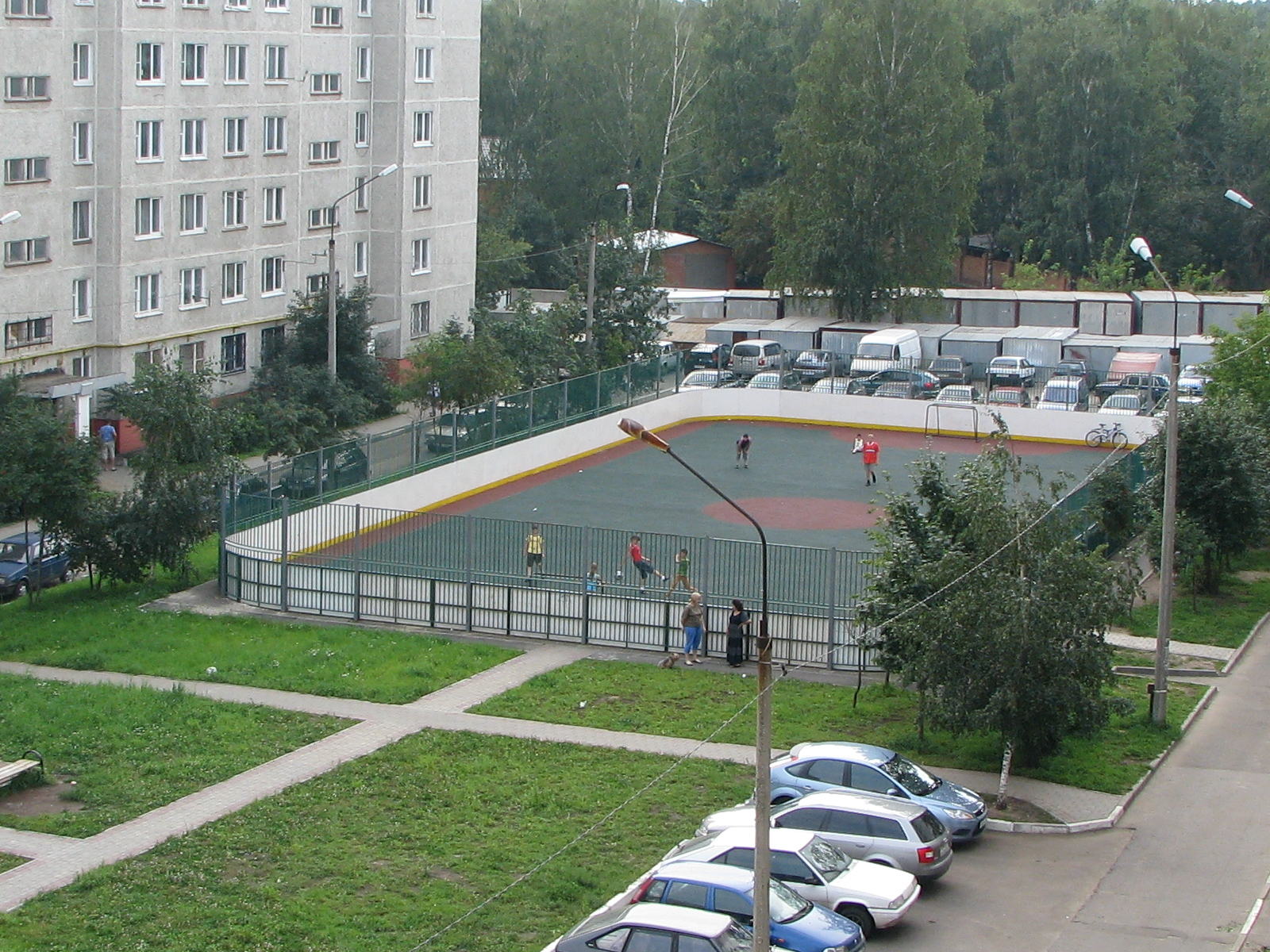
Ул. Адмирала Кузнецова
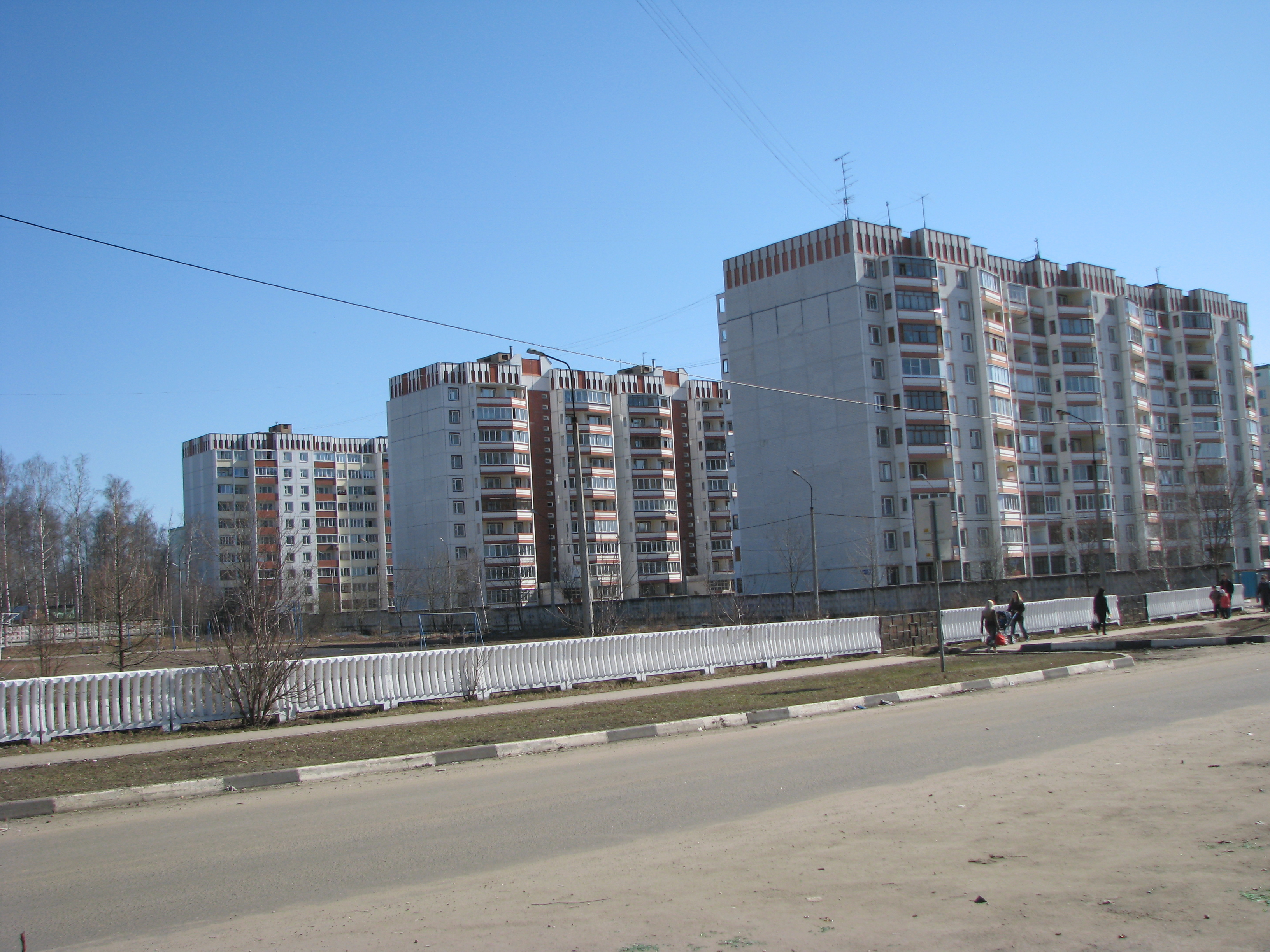
Ул. Адмирала Горшкова